# Шенгелая, Николай Михайлович
Никола́й Миха́йлович Шенгела́я (груз. ნიკოლოზ მიხეილის ძე შენგელაია; 1903—1943) — советский кинорежиссёр и кинодраматург. Заслуженный деятель искусств РСФСР (1935). Лауреат Сталинской премии второй степени (1941).

## Биография
Родился 26 июля (8 августа) 1903 года в селе Обуджи (ныне Цаленджихский муниципалитет, Грузия). Учился на физико-математическом факультете Тбилисского университета. С 1922 года выступал как поэт. В кино с 1924 года. Ученик К. А. Марджанишвили, в группе которого работал над фильмом «Буревестники» (1925). Был ассистентом режиссёра Ю. А. Желябужского в фильме «Дина Дза-Дзу» (1926). Писал сценарии фильмов. С 1927 года на режиссёрской работе, где он пытался отойти от штампов в экранизации литературных произведений, привычных для грузинской кинематографии тех лет. Прослушал курс лекций Л. В. Кулешова в лектории при Госкинопроме Грузии. Талантливый режиссёр, один из ярких представителей поэтического кино немого периода.
Умер 4 января 1943 года во время работы над фильмом «Он ещё вернётся», в котором хотел показать высокий патриотизм советского народа в дни Великой Отечественной войны.
Жил в Тбилиси на улице Вукола Беридзе, 11.
Жена — Нато Вачнадзе. Сыновья — кинорежиссёры Георгий и Эльдар. Сестра Елена — вторая жена писателя Александра Канчели, тёща режиссёра Г. Товстоногова.

## Фильмография

### Режиссёр и сценарист
- 1927 — Гюлли (совместно с Л. Ф. Пушем)
- 1928 — Элисо
- 1932 — Двадцать шесть комиссаров
- 1937 — Апельсиновая долина
- 1939 — Родина

### Режиссёр
- 1941 — В Чёрных горах
- 1943 — Он ещё вернётся (совместно с Д. Д. Антадзе)

### Сценарист
- 1927 — Мачеха Саманишвили (совместно с П. С. Морским); В трясине (совместно с С. Д. Клдиашвили)

## Награды и премии
- Сталинская премия второй степени (1941) — за фильмы «Элисо» (1928) и «Золотистая долина» (1937)
- орден Трудового Красного Знамени (1.2.1939)
- заслуженный деятель искусств РСФСР (1935)